# Impose (журнал)
Impose — американський музичний інтернет-журнал, заснований 2002 року.
Незалежний журнал Impose засновано 2002 року в Брукліні американським редактором Дереком Еверсом. Той зізнавався, що «заснував журнал Impose з однієї причини, тому що ненавидів читати про лайнову музику в інших „авторитетних“ виданнях».
Протягом перших років журнал виходив в друкованому вигляді та мав простий вебсайт, який оновлювався не дуже часто. Починаючи з 2007 року Impose перетворився на онлайн-видання, яке оновлювалося щодня та містило новини, відео та огляди музичних подій. Було також засновано лейбл Impose Records. Окрім власного журналу, Дерек Еверс працював редактором в AOL Music та The Fader, писав статті для журналів Vice, The Fader, Gothamist, AOL та Village Voice.
У квітні 2016 року Impose було продано компанії Answer Media з міста Оверленд-Парк, штат Канзас. Новим редактором журналу стала місцева журналістка Мередіт Шнайдер, намагаючись приділяти більше уваги музиці Середнього Заходу. Станом на 2024 рік головним редактором журналу є Джефф Каббісон, видавцем — Майкл Насензі, а його штаб-квартира знаходиться в Лос-Анджелесі. 